# Schauinsland-Reisen
Schauinsland-Reisen (Eigenschreibweise: schauinsland-reisen) ist ein mittelständisches Touristikunternehmen mit Sitz in Duisburg.

## Geschichte
Ursprünglich war das Unternehmen ein Transportunternehmen, welches 1918 von Erich Kassner, dem Großvater des heutigen Geschäftsführers Gerald Kassner, gegründet wurde. Später wurde von ihm mit fünf Reisebussen auch eine Personenbeförderung durchgeführt. Im Jahr 1959 wurde das Reisebüro von Gerald Kassners Eltern in Duisburg-Marxloh eröffnet. Der Geschäftssitz ist inzwischen im Duisburger Innenhafen. Im Unternehmen arbeiten über 600 Mitarbeiter. Der Umsatz betrug 1,1 Milliarden Euro im Geschäftsjahr 2015/16. Insgesamt reisten 2015/16 1,37 Millionen Kunden mit dem Duisburger Reiseveranstalter.
Das Unternehmen ist Sponsor des MSV Duisburg. Der MSV trägt seine Heimspiele in der Schauinsland-Reisen-Arena aus. Seit der Saison 2018/19 sponsert Schauinsland-Reisen ebenfalls den SC Preußen Münster als Haupt- und Trikotsponsor, sowie den KSV Hessen Kassel als Trikotsponsor. Des Weiteren sponsert das Unternehmen den 1. FC Bocholt aus der Regionalliga West und die BSV Kickers Emden aus der Oberliga Niedersachsen seit der Saison 2023/24 als Haupt- und Trikotsponsor.
Die Hauptreiseziele des Reiseanbieters sind die Kanaren, die Balearen, Griechenland, Türkei, Tunesien, Ägypten, die Karibik sowie Ziele in Asien und im Orient. Ab der Sommersaison 2013 wurden Deutschland und Österreich als neue Reiseziele mit Eigenanreise aufgenommen.
Im Jahr 2014 wurde bekannt, dass das Unternehmen nach einer Umfrage das beste Betriebsklima und die beste sogenannte Work-Life-Balance der Reisebranche habe. Gleichzeitig wurde jedoch auch bestätigt, dass das Unternehmen keinen Betriebsrat  hat.
Das Unternehmen war von 2016 bis 2020 hälftig an der Fluggesellschaft Sundair beteiligt. Des Weiteren besteht die Tochtergesellschaft Funexpress Touristic & Air Broker GmbH.
Schauinsland-Reisen wächst stetig und schloss das Geschäftsjahr 2017/2018 mit einem Umsatz-Rekordergebnis von 1,34 Milliarden Euro, bei 1,61 Millionen Teilnehmern, ab. 
Am 30. Mai 2023 gab Schauinsland-Reisen bekannt, dass man die Anteilsmehrheit an Sundair und Fly Air41 Airways übernommen habe.
Im Geschäftsjahr 2023/24 hatten knapp 2 Millionen Urlauber ihre Reisen über Schauinsland-Reisen gebucht. Der Umsatz stieg um 5,6 % (Vorjahreswert: 15,6 %) auf 2,27 Milliarden Euro. Im selben Geschäftsjahr wurden der Bausteinveranstalter Explorer Fernreisen sowie die Reiseagenturen Meimberg und Blum Holiday-Tours übernommen. Eine hohe Nachfrage wurde besonders in die Türkei verzeichnet.